# 7661 Reincken
7661 Reincken eller 1994 PK38 är en asteroid i huvudbältet som upptäcktes den 10 augusti 1994 av den belgiske astronomen Eric W. Elst vid La Silla-observatoriet. Den är uppkallad efter den tyske organisten Johann Adam Reincken.
Den tillhör asteroidgruppen Koronis.